# فرودگاه بلوود (باند وایت)
فرودگاه بلوود (باند وایت) (به انگلیسی: Belwood (Wright Field) Aerodrome) یک فرودگاه خصوصی است که یک باند فرود چمن دارد. این فرودگاه در کشور کانادا قرار دارد .